# 吴勤烈士陵园
吴勤烈士陵园，位于中国广东省佛山市禅城区大福路南浦村，为佛山市市级文物保护单位，类型为近现代重要史迹及代表性建筑，公布时间为1998年4月30日。
吴勤烈士陵园的历史年代为现代。